# 1999 en bande dessinée
| Années de la bande dessinée : 1996 - 1997 - 1998 - 1999 - 2000 - 2001 - 2002    |
| Décennies de la bande dessinée : 1960 - 1970 - 1980 - 1990 - 2000 - 2010 - 2020 |

Cet article présente les faits marquants de l'année 1999 en bande dessinée.

## Évènements
- 27 au 31 janvier : 26e Festival international de la bande dessinée d'Angoulême : Festival d'Angoulême 1999.
- Les 17 et 18 avril : 6e Festival de bande dessinée de Perros-Guirec.
- 27 au 29 août : 11e Festival de Solliès-Ville
- octobre : Aux États-Unis, sortie de Rising Stars no 1 (première série de comics par Joseph Michael Straczynski), chez Top Cow

## Nouveaux albums
Voir aussi : Albums de bande dessinée sortis en 1999

### Franco-belge
| Sortie      | Titre                                                                                                  | Scénariste                     | Dessinateur      | Coloriste    | Éditeur              |
| ----------- | --- | ------------------------------ | ---------------- | ------------ | -------------------- |
| janvier     | Les Archives Goscinny Tome 2 : Les aventures de Pistolin (1955-1956)                                   | René Goscinny                  | René Goscinny    |              | Vents d'Ouest        |
| janvier     | Aggie Tome 06 : Aggie et ses pensionnaires                                                             | Pierre Lacroix                 |                  |              | Vents d'Ouest        |
| janvier     | Madame et Ève Tome 3 : La Coupe est pleine                                                             | Harry Dugmore, Stephen Francis | Rico Schacherl   |              | Vents d'Ouest        |
| janvier     | Selen en bd Tome 14 : Etreintes barbares                                                               | Luca Tarlazzi                  |                  |              | Vents d'Ouest        |
| janvier     | L'intégrale des pieds nickelés Tome 31 : Lycée - Soldats - As du contre-espionnage                     | René Pellos                    |                  |              | Vents d'Ouest        |
| février     | Fol T. 1                                                                                               | Patrick Prugne                 |                  |              | Vents d'Ouest        |
| février     | Le Pays des elfes T. 30 : Le sanglot venu d'ailleurs                                                   | Wendi Pini, Richard Pini       |                  |              | Vents d'Ouest        |
| février     | Lili T. 8 : Lili au zoo                                                                                | Al Gérard                      |                  |              | Vents d'Ouest        |
| avril       | Les grandes heures de l'almanach vermot Tome 1 : 1908 - 1917                                           | Collectif                      |                  |              | Vents d'Ouest        |
| avril       | Selen en bd T. 15 : Route 69                                                                           | Fernando Caretta               |                  |              | Vents d'Ouest        |
| mai         | Les trois quêtes d'hypercondrie L'intégrale Fuzz et Fizzbi - Tomes 1 à 3                               | Thierry Cailleteau             | Ciro Tota        |              | Vents d'Ouest        |
| mai         | Aggie T. 7 : Aggie fait de bonnes actions                                                              | Pierre Lacroix                 |                  |              | Vents d'Ouest        |
| mai         | Le Pays des elfes T. 31 : L'éveil du palais                                                            | Wendi Pini, Richard Pini       |                  |              | Vents d'Ouest        |
| juin        | Selen en bd Tome 16 : Canicules                                                                        | Bernard Muñoz                  |                  |              | Vents d'Ouest        |
| juin        | Lili Tome 09 : Lili dans la lune                                                                       | Al Gérard                      |                  |              | Vents d'Ouest        |
| août        | Aggie Tome 08 : Aggie et l'opération survie                                                            | Pierre Lacroix                 |                  |              | Vents d'Ouest        |
| août        | Nos Pires fêtes foireuses                                                                              | Jim                            | Fredman          |              | Vents d'Ouest        |
| août        | Péché mortel Tome 4 : Autopsie d'un mensonge                                                           | Toff                           | Béhé             |              | Vents d'Ouest        |
| août        | L'intégrale des pieds nickelés Tome 32 : Sportifs - Fortune - Au Colorado                              | René Pellos                    |                  |              | Vents d'Ouest        |
| septembre   | Lili Tome 10 : Lili et la tarasque                                                                     | Al Gérard                      |                  |              | Vents d'Ouest        |
| septembre   | Chez Gaspard Tome 2 : Le Sport                                                                         | Jacky Goupil, Gérard Lasnier   | Alexandre Mermin |              | Vents d'Ouest        |
| septembre   | L'angeolende Tome 1 : Le Maître-monture                                                                | Christian Paty                 |                  |              | Vents d'Ouest        |
| septembre   | Family life Tome 1 : Tu en as pour longtemps ?                                                         | Lynn Johnston                  |                  |              | Vents d'Ouest        |
| septembre   | Madame et Ève Tome 4 : Remue-ménage à deux                                                             | Harry Dugmore, Stephen Francis | Rico Schacherl   |              | Vents d'Ouest        |
| septembre   | Selen en bd Tome 17 : Corps à corps                                                                    | Emilio Ruiz                    | Ana Mirallès     |              | Vents d'Ouest        |
| septembre   | Le Pays des elfes Tome 32 : Le Grand départ                                                            | Wendi Pini, Richard Pini       |                  |              | Vents d'Ouest        |
| 1er octobre | Les Aventures de Vick et Vicky - Tome 5 - Les Archanges du Mont-Saint-Michel 1re partie : Le Testament | Bruno Bertin                   | Bruno Bertin     | Studio Vicky | Éditions P'tit Louis |
| octobre     | Gorn Tome 08 : Mon Amour, un Soir…                                                                     | Tiburce Oger                   |                  |              | Vents d'Ouest        |
| octobre     | Les Archives Goscinny Tome 3 : La fée Aveline (1967-1969)                                              | René Goscinny                  | Coq              |              | Vents d'Ouest        |
| novembre    | Krän Tome 1 : Les Runes de Gartagueul                                                                  | Éric Hérenguel                 |                  |              | Vents d'Ouest        |
| novembre    | Selen en bd Tome 18 : Démons et délices                                                                | Marco Nizzoli                  |                  |              | Vents d'Ouest        |
| novembre    | Les grandes heures de l'almanach vermot Tome 2 : 1919 - 1928                                           | Collectif                      |                  |              | Vents d'Ouest        |
| novembre    | Cotton Kid Tome 1 : Au nom de la loi et de monsieur Pinkerton                                          | Jean Léturgie                  | Pearce           |              | Vents d'Ouest        |
| ?           | L'Ascension du Haut Mal Tome 4 Prix du scénario (Festival d'Angoulême)                                 | David B.                       | David B.         |              | L'Association        |

### Comics
| Sortie | Titre       | Scénariste | Dessinateur | Coloriste | Éditeur |
| ------ | ----------- | ---------- | ----------- | --------- | ------- |
| ?      | à compléter |            |             |           |         |
| ?      | …           |            |             |           |         |

### Mangas
| Sortie | Titre       | Scénariste | Dessinateur | Coloriste | Éditeur |
| ------ | ----------- | ---------- | ----------- | --------- | ------- |
| ?      | à compléter |            |             |           |         |
| ?      | …           |            |             |           |         |

## Décès
- 3 mars : Giovan Battista Carpi
- 13 mars : Lee Falk (auteur de comics, créateur de Mandrake le magicien
- 14 mars : John Broome, scénariste de comics et Tex Blaisdell, auteur de comics
- 15 mai : Jean-Paul Dethorey, dessinateur (Louis la Guigne)
- 30 mai : Paul S. Newman, scénariste de comics
- 30 août : Raymond Poïvet (Les Pionniers de l'Espérance)
- 29 octobre : Michel Regnier, dit Greg
- Décès de Sal Trapani